# (37840) Gramegna
(37840) Gramegna est un astéroïde de la ceinture principale.

## Description
(37840) Gramegna est un astéroïde de la ceinture principale. Il fut découvert le 20 février 1998 à Bologne par l'observatoire San Vittore. Il présente une orbite caractérisée par un demi-grand axe de 2,38 UA, une excentricité de 0,15 et une inclinaison de 5,4° par rapport à l'écliptique.

## Compléments